# Neratius Junius Flavianus
Neratius Junius Flavianus (fl. 311-312) était un homme politique de l'Empire romain.

## Vie
Fils de Neratius Gallus (fl. c. 280), consularis vir, et de sa femme Aemilia Pudentilla, petit-fils paternel de Lucius Junius Neratius Gallus Fulvius Macer (fl. c. 260), légat en Thrace, et arrière-petit-fils de Lucius Junius Aurelius Neratius Gallus Fulvius Macer (fl. c. 230), tribun militaire, fils de Lucius Neratius Junius Macer et de sa femme Fulvia Plautia, petit-fils paternel de Lucius Junius Macer et de sa femme Neratia Prisca, et petit-fils maternel de Gaius Fulvius Plautianus Hortensianus, exécuté en 212, frère de Fulvia Plautilla, et de sa femme Aurelia Galla. Il appartient à l'importante famille des Neratii, originaires de Saepinum dans le Samnium, connus dès le Ier siècle et plusieurs fois liés aux dynasties impériales.
Il était préteur et préfet de la ville de Rome en 311/312.
Il s'était marié avec Vulcacia et eut deux filles et deux fils: 
- Galla (fl. 326), femme de Flavius Julius Constantius (demi-frère de Constantin Ier),
- Neratius Cerealis,
- Vulcacius Rufinus,
- Vulcacia, femme de Lucius Valerius Maximus Basilius (consul en 327).

Par sa fille Vulcacia, il est le trisaïeul de sainte Mélanie la Jeune.